# Valley – Tal der Wächter
Valley – Tal der Wächter ist ein Fantasyroman des britischen Schriftstellers Jonathan Stroud. Das Werk ist unter dem englischen Originaltitel Heroes of the Valley 2009 erschienen. Auch die deutsche, 493 Seiten starke Übersetzung kam im Januar 2009 in den Handel. Die fiktiven Hauptpersonen sind der junge Hal Svensson und seine Freundin Aud Ulfarstochter.

## Hauptfiguren
Die Hauptfiguren des Romans stammen aus drei verschiedenen Häusern:
Svens Haus:
- Arnkel, Oberhaupt der Familie
- Astrid, Schiedsherrin der Familie
- Leif, ihr ältester Sohn
- Gudny, ihre Tochter
- Hal, ihr jüngster Sohn
- Brodir, Arnkels Bruder
- Katla, Hals Amme

Hakons Haus:
- Hord, Oberhaupt der Familie
- Olaf, sein Bruder
- Ragnar, Hords Sohn

Arnes Haus:
- Ulfar, Oberhaupt und Schiedsherr der Familie
- Aud, seine Tochter

## Handlung
Die Handlung spielt in einem Tal, dessen Umrandung an den Bergketten seit langer Zeit von den Grabdenkmälern der Ahnen von Trolden, mächtigen und bedrohlichen Fabelwesen bewacht werden, die die Generation, in der die Hauptpersonen leben, jedoch noch niemals zu Gesicht bekam. Die Siedler im Tal gehören zwölf verschiedenen „Häusern“ an, die jeweils nach einem der zwölf Helden – darunter Sven – benannt sind, die zur Zeit der Ahnen das Tal den Trolden abtrotzten und bei der „Schlacht am Troldfelsen“ gemeinsam ihr Leben für die Rettung des Tals opferten. Von Neugier und Abenteuerlust getrieben beginnen Hal und Aud trotz strengster Verbote und Warnungen, die Grenzbereiche des Tals zu erkunden.
Das Buch ist in 29 Kapitel ohne Titel gegliedert. Jedem Kapitel geht ein kurzer Prolog voraus, in dem jemand die alten Legenden um den Helden Sven erzählt.

## Handlungsort
Das Tal, in dem die Handlung spielt, zieht sich langgestreckt vom „Steilgebirg“ im Westen bis zur Meeresküste im Osten. Der westliche Teil, das Obertal, ist durch eine enge, schwierig passierbare Schlucht mit Wasserfällen vom größeren Untertal im Osten abgeteilt. Im Obertal befinden sich die Häuser Gisli, Gest, Rurik und Sven, im Untertal die Häuser Eirik, Thord, Egil, Ketil, Arne, Erlend, Hakon und Orm. Hal stammt aus dem Haus Sven, Aud aus dem Haus Arne. Im Norden wie im Süden ist das Tal durch Bergketten abgegrenzt. Die Siedler des Tales betreiben vor allem Ackerbau und Viehzucht.